# U.S. Route 136
La U.S. Route 136 (US 136) est une US Route ouest-est servant de route auxiliaire de la US 36. Elle relie l'intersection avec la US 6 / US 34 à Edison, Nebraska et l'I-74 / I-465 à Speedway, Indiana. La route parcourt une distance de 804 miles (1 294 km). En raison du retrait de presque toutes les routes à numéro à Indianapolis, la US 136 ne croise jamais la US 36. Toutefois, elle s'en approche à moins de deux miles à son terminus est.

## Description du tracé

### Nebraska
La US 136 longe de près la frontière sud du Nebraska près de son terminus ouest à Edison jusqu'à la rivière Missouri. Elle passe par plusieurs petites villes de l'État dont Franklin, Red Cloud, Fairbury, Beatrice, Tecumseh, Auburn et Brownville où elle quitte l'État en traversant la rivière Missouri.

### Missouri
La US 136 entre au Missouri à l'ouest de Rock Port. Elle passe au nord de l'État et traverse plusieurs petites villes dont Tarkio, Maryville, Bethany, Princeton, Unionville, Memphis, Kahoka et Alexandria, où elle quitte l'État en multiplex avec la US 61.

### Iowa
Le segment en Iowa ne fait que 3,60 miles (5,80 km) dans le coin sud-est de l'état à Keokuk. La route entre dans l'État en traversant la rivière Des Moines en multiplex avec la US 61 et en ressort presque aussitôt en traversant le fleuve Mississippi.

### Illinois
La US 136 entre en Illinois après avoir traversé le fleuve Mississippi à Hamilton. La route se dirige vers l'est et passe par Carthage, Macomb, Havana, Heyworth, Rantoul et Danville avant de quitter l'État en étant parallèle à l'I-74.

### Indiana
Dans la majeure partie de son trajet en Indiana, la US 136 demeure parallèle à l'I-74. Elle se dirige vers le sud-est et passe par Veedersburg, Crawfordsville, Jamestown et Brownsburg avant d'atteindre les banlieues ouest d'Indianapolis. La US 136 prend fin à la jonction avec l'I-465, l'autoroute de ceinture d'Indianapolis, tout près de là où l'I-74 rencontre cette même autoroute, à Speedway. La route continue au-delà comme Crawfordsville Road vers le centre-ville.

## Intersections principales
Nebraska
 US 6 / US 34 près d'Edison
 US 183 près d'Alma. Les routes forment un multiplex jusqu'à Alma.
 US 281 à Red Cloud
 US 81 près de Hebron
 US 77 à Beatrice
 US 75 à Auburn
Missouri
 I-29 à Rock Port
 US 275 près de Rock Port
 US 59 près de Tarkio. Les routes forment un multiplex jusqu'à Tarkio.
 US 71 près de Burlington Junction.Les routes forment un multiplex jusqu'à Maryville.
 US 169 à Stanberry. Les routes forment un multiplex jusqu'au nord de Darlington.
 US 69 près de Bethany. Les routes forment un multiplex jusqu'à Bethany.
 I-35 à Bethany
 US 65 à Princeton. Les routes forment un multiplex dans la ville.
 US 63 près de Glenwood. Les routes forment un multiplex jusqu'à Lancaster.
 US 61 près d'Alexandria. Les routes forment un multiplex jusqu'à Keokuk, Iowa.
Iowa
 US 218 à Keokuk
Illinois
 US 67 à Macomb. Les routes forment un multiplex jusqu'à l'est de Macomb.
 US 24 à Duncan Mills. Les routes forment un multiplex jusqu'au sud de Duncan Mills.
 I-155 près d'Emden
 I-55 à McLean
 US 51 à Heyworth
 I-74 près de Le Roy
 US 150 près de Le Roy
 I-57 à Rantoul
 US 45 à Rantoul
 US 150 à Danville
Indiana
 US 41 à Veedersburg. Les routes forment un multiplex dans la ville.
 US 231 à Crawfordsville
 I-74 / I-465 aux limites entre Indianapolis et Speedway